# Étienne du Perche
Étienne du Perche (né vers 1140 - mort en 1169) est un noble franc du XIIe siècle qui fut brièvement chancelier du royaume de Sicile, de 1166 à 1168.

## Biographie
Étienne du Perche est un fils illégitime de Rotrou, comte du Perche.
En 1166, il est invité à Palerme par sa cousine, la reine Marguerite de Sicile, régente du royaume sicilo-normand lors de la minorité de son fils, le roi Guillaume le Bon. Malgré son jeune âge (il a une vingtaine d'années), il est nommé chancelier du royaume la même année. Quelques mois plus tard, il devient en 1167 archevêque de Palerme, capitale du royaume.
Étienne du Perche, par son manque d'expérience et ses maladresses, par son incompréhension de la société multi-culturelle normando-sicilienne (présence notamment de musulmans, au sein même de la Cour), et par son favoritisme envers ses proches qui l'ont suivi en Sicile (Navarrais et « Français »), est très vite mal-aimé par les fonctionnaires locaux, ainsi que par la population musulmane, encore nombreuse à Palerme et en Sicile malgré les tensions et les pogroms anti-musulmans qui ont débuté au début des années 1160 sous le règne de Guillaume le Mauvais. Haï, menacé, il doit se retirer à Messine en décembre 1167 tandis que complots et rumeurs entraînent le massacre des Français, un avant-goût des célèbres « vêpres siciliennes » ; au grand regret du roi Guillaume et de sa mère Marguerite selon Guillaume de Tyr, Étienne est alors contraint de quitter l'île à la fin de l'été 1168. Non sans difficultés, il parvient avec un petit groupe d'hommes à fuir la Sicile à bord d'un navire et se rend en Terre sainte, dans le royaume de Jérusalem où il meurt peu après, victime d'une grave maladie (1169). Guillaume de Tyr dit qu'il fut enseveli avec honneur à Jérusalem, dans le chapitre du temple du Seigneur (Hierosolymis in templi Domini capitulo honorifice sepultus est).

### Sources primaires
- Hugues Falcand, Histoire des Tyrans de Sicile (1154-1169)
- Guillaume de Tyr, Histoire des Croisades, XX, III